# Bad Abbach
Bad Abbach è un comune tedesco di 11 038 abitanti, situato nel land della Baviera. Questo è il presunto luogo di nascita del Santo Enrico II